# Slaget vid Buena Vista
Slaget vid Buena Vista, även känt som slaget vid Angostura, ägde rum den 22 februari 1847 under mexikansk-amerikanska kriget. Slaget utkämpades i trakten kring Puerto de la Angostura i nordöstra Mexiko, mellan en amerikansk armé på 5 000 man under Zachary Taylors befäl, och en mexikansk här på 14 000 man, anförd av Antonio López de Santa Anna. De mexikanska trupperna  var numerärt överlägsna, men lyckades trots detta inte bryta igenom den amerikanska linjen och drog sig, efter hårda strider, tillbaka från stridsområdet.

### Webbkällor
- www.britannica: Battle of Buena Vista (engelska).